# ناحیه دورهام (شهرستان واشینگتن، آرکانزاس)
ناحیه دورهام، شهرستان واشینگتن، آرکانزاس (به انگلیسی: Durham Township) یک منطقهٔ مسکونی در ایالات متحده آمریکا است که در شهرستان واشینگتن، آرکانزاس واقع شده‌است. ناحیه دورهام ۸۳۹ نفر جمعیت دارد و ۳۸۱ متر بالاتر از سطح دریا واقع شده‌است.